# Stereoscopie
Stereoscopia este un domeniu al opticii care se ocupă cu înregistrarea și redare imaginilor în relief, precum și cu studiul proprietăților optice și mecanice ale instrumentelor utilizate în domeniu.
Oamenii și celelalte animale care sunt capabile sǎ focalizeze ambii ochi asupra unui singur obiect sunt capabile de vedere stereoscopicǎ, care este fundamentalǎ pentru o percepție mai adâncǎ a lucrurilor. Principiul constǎ în prezentarea unei imagini din douǎ unghiuri, puțin diferite, pentru ca apoi creierul să contopeascǎ aceste imagini într-o singurǎ imagine tridimensionalǎ.
Una din categoriile de imagini stereoscopice sunt numite autostereograme, care nu necesită intrumente speciale pentru a fi vizualizate și au putut fi realizate cu ajutorul graficii pe calculator. Două imagini, reprezentând ochiul stâng, respectiv drept, sunt suprapuse. Văzută normal, imaginea rezultată arată ca un model abstract. Imaginea tridimensională apare atunci când ochii privitorului sunt focalizați și de exemplu, două puncte diferite sunt suprapuse și se vede numai unul.